# Elecciones cantonales de Francia de 2011
Las elecciones cantonales de Francia de 2011 fueron unos comicios efectuados para elegir a los 100 miembros de los consejos generales de los departamentos de Francia, se celebraron entre los días 20 y 27 de marzo. 

## Sistema electoral
Las elecciones cantonales utilizan un sistema de dos vueltas similar al sistema empleado en las elecciones legislativas del país.
- Los concejales son elegidos en circunscripciones uninominales (los cantones).
- Un candidato debe asegurar los votos de al menos el 25% de los votantes registrados del cantón y más del 50% del número total de votos efectivamente emitidos en la primera ronda de votación para ser elegido automáticamente. Si ningún candidato satisface estas condiciones, a continuación, una segunda ronda de votación se lleva a cabo una semana después.
- Con derecho a presentarse en la segunda ronda son los dos candidatos que hayan obtenido el mayor número de votos en la primera ronda, además de cualquier otro candidato o candidatos que hayan recibido los votos de al menos el 12,5% de los inscritos para votar en el cantón. Este umbral solía ser fijado en el 10% y se modificó para esta elección.
- En la segunda vuelta, el candidato que reciba el mayor número de votos (incluso de manera simple) es elegido.

## Contexto
Las elecciones municipales francesas siempre se suelen asociar a otro tipo de elecciones, como las regionales (en las que votan por departamentos, de los 26 que hay) o las municipales.
Sin embargo, estas fueron las primeras elecciones que no fueron emparejadas con otras e otro tipo, cosa que no ocurría desde las elecciones del 92.

## Resultados
| Party                               | Party                                                               | 1ª Vuelta | 1ª Vuelta | 1ª Vuelta | 2ª Vuelta | 2ª Vuelta | 2ª Vuelta | Asientos totales |
| Party                               | Party                                                               | Votos     | %         | Asientos  | Votos     | %         | Asientos  | Asientos totales |
| ----------------------------------- | ------------------------------------------------------------------- | --------- | --------- | --------- | --------- | --------- | --------- | ---------------- |
|                                     | Partido Socialista (Parti socialiste)                               | 2,284,967 | 24.94     | 150       | 2,802,094 | 35.43     | 670       | 820              |
|                                     | Europa Ecología Los Verdes                                          | 752,992   | 8.22      | 0         | 216,144   | 2.73      | 27        | 27               |
|                                     | Partido Comunista (Parti communiste français)                       | 724,911   | 7.91      | 19        | 381,096   | 4.82      | 97        | 116              |
|                                     | Izquierda Mixta (Divers gauche)                                     | 495,822   | 5.41      | 57        | 437,823   | 5.54      | 137       | 194              |
|                                     | Partido Radical de Izquierda (Parti radical de gauche)              | 135,958   | 1.48      | 17        | 119,967   | 1.51      | 34        | 51               |
|                                     | Partido de Izquierda (Parti de gauche)                              | 92,386    | 1.01      | 1         | 16,095    | 0.20      | 4         | 5                |
| Total de la Izquierda Parlamentaria | Total de la Izquierda Parlamentaria                                 | 4,487,036 | 48.97     | 244       | 3,972,949 | 50.23     | 968       | 1,212            |
|                                     | Unión por un Movimiento Popular (Union pour un mouvement populaire} | 1,554,744 | 16.97     | 92        | 1,581,756 | 20.00     | 277       | 369              |
|                                     | Derecha Mixta (Divers droite)                                       | 853,892   | 9.32      | 77        | 744,170   | 9.41      | 187       | 264              |
|                                     | Mayoría Presidencial-Nuevo Centro (Majorité-Nouveau Centre)         | 293,543   | 3.20      | 16        | 289,328   | 3.66      | 42        | 58               |
|                                     | Mayoría Presidencial (Majorité)                                     | 206,488   | 2.25      | 21        | 197,085   | 2.49      | 41        | 62               |
| Total "Mayoría Presidencial"        | Total "Mayoría Presidencial"                                        | 2,908,667 | 31.74     | 206       | 2,812,339 | 35.56     | 547       | 753              |
|                                     | Frente Nacional (Front national)                                    | 1,379,902 | 15.06     | 0         | 915,504   | 11.57     | 2         | 2                |
|                                     | Otros (Autres)                                                      | 123,543   | 1.35      | 6         | 95,251    | 1.20      | 28        | 34               |
|                                     | Movimiento Demócrata (Mouvement démocrate)                          | 111,887   | 1.22      | 2         | 74,224    | 0.94      | 14        | 16               |
|                                     | Otra extrema izquierda (Extrême gauche)                             | 53,316    | 0.58      | 0         | 273       | 0.00      | 0         | 0                |
|                                     | Regionalistas y separatistas                                        | 48,468    | 0.53      | 2         | 18,280    | 0.23      | 3         | 5                |
|                                     | Otros ecologistas                                                   | 34,112    | 0.37      | 0         | 16,074    | 0.20      | 2         | 2                |
|                                     | Otra extrema derecha (Extrême droite}                               | 13,673    | 0.15      | 0         | 4,932     | 0.06      | 1         | 1                |
|                                     |                                                                     |           |           |           |           |           |           |                  |
| Totales                             | Totales                                                             | 9,160,604 | 100.00    | 460       | 7,909,826 | 100.00    | 1,566     | 2,026            |
| Concurrencia                        | Concurrencia                                                        | 9,439,097 | 44.32     |           | 8 513 399 | 44.77     |           |                  |

Abstención: 55.68%; Votos inválidos; 2.95%

## Fuente
- Resultados publicados por el Ministerio del Interior Francés

- Datos: Q3586840